# Antonino De Stefano (magistrato)
Antonino De Stefano (Napoli, 25 agosto 1918 – Roma, 27 ottobre 1985) è stato un giurista e magistrato italiano. È stato giudice della Corte costituzionale italiana dal 1975 al 1984.

## Biografia
Antonino De Stefano è stato un magistrato della Corte dei conti. In seguito, è stato eletto giudice della Corte costituzionale dai magistrati della Corte dei conti il 12 luglio 1975. Ha giurato il 15 luglio 1975. Ha assunto la carica di vicepresidente della Corte il 26 gennaio 1982, nominato dal presidente Leopoldo Elia. 
È cessato dalla carica il 15 luglio 1984.